# 1299 dans les croisades
- Mamelouks :            Al-Mansûr Husam ad-Dîn Lajin, An-Nâsir Muhammad ben Qalâ'ûn

Cette page regroupe les évènements concernant les Croisades qui sont survenus en 1299 :
- novembre : Amaury, tente sans succès un débarquement en Syrie devant Tortose[1].
- 22 décembre : Ghazan, khan mongol de Perse, écrase les Mamelouks à Homs, mais n'exploitent pas leur victoire[1].
- Constantin III, roi d'Arménie est renversé. Son frère Héthoum II lui succède[1].
- mort de Lucie, dernière comtesse de Tripoli[2].